# The Congos
I The Congos sono una band reggae giamaicana che nasce negli anni settanta, si ferma per gli anni ottanta e si riforma negli anni novanta.

## La storia
Il gruppo nasce con due soli membri, Cedric Myton e Roydel "Ashanti" Johnson, a cui si aggiungerà Watty Burnett. Il primo singolo è At the Feast, il primo album è Heart of the Congos, registrati entrambi nel 1977 al Black Ark di Lee "Scratch" Perry, amico d'infanzia di Johnson. Il trio pubblica un secondo album nel 1979, Congo, dopo il quale Burnett prima e Johnson poi lasciano la band. Il trio si riforma negli anni novanta, Johnson viene però sostituito da Lindburgh Lewis.

## Formazione

### Formazione Aggiornata concerto Fucina Controvento, Marghera (VE) - 21,11,2009
- Cedric Myton, voce
- Derrick "Watty" Burnett, voce
- Roydel "Ashanty Roy" Johnson, voce
- Kenroy Fyffe, voce

### Ex componenti
- Roydel "Ashanti" Johnson, voce

## Discografia

### Album in studio
- 1977 - Heart of the Congos
- 1979 - Congo
- 1979 - Image of Africa
- 1994 - Congo Ashanti
- 1997 - Natty Dread Rise Again
- 1999 - Revival
- 2005 - Give Them the Rights
- 2006 - Cock Mouth Kill Cock
- 2006 - Fisherman Style
- 2006 - Uncreation
- 2006 - Feast
- 2007 - The Swinging Bridge

### Album dal vivo
- 2000 - Live at Maritime Hall: San Francisco